# الشونة الجديدة (البلقاء)
الشونة الجديدة منطقة سكنية تقع في لواء الشونة الجنوبية، محافظة البلقاء في الأردن. تنتمي المنطقة لقضاء الشونة الجنوبية الذي يضم 8 مناطق. يقدر عدد سكانها بـ 4666 نسمة حسب إحصاء 2015.

## الوصلات الخارجية
- دائرة الاحصاءات العامة